# Aleurodiscus canadensis
Aleurodiscus canadensis är en svampart som beskrevs av Skolko 1944. Aleurodiscus canadensis ingår i släktet Aleurodiscus och familjen Stereaceae. Inga underarter finns listade i Catalogue of Life.